# The Hangover (Obie Trice)
The Hangover è il quarto album in studio del rapper Obie Trice, è stato pubblicato il 7 agosto 2015 dalla Black Market Entertainment. L'album contiene diversi featuring, Young Buck, Drey Skonie, Estelle e altri. La copertina dell'album fa riferimento ai primi tre album in studio di Obie Trice: Cheers, Second Round's On Me e Bottoms Up. In un'intervista del 2016 con Mr. Wavvy, Trice ha rivelato che questo sarebbe stato il suo ultimo album con riferimenti alcolici nel titolo. L'album ha venduto 4,960 copie nella prima settimana. Nel gennaio 2016 l'album ha venduto circa 7,700 copie, tenendo conto anche dei servizi streaming dove sono state vendute 1,500 copie.

## Singoli
Il singolo "Same Shit"  è uscito il 15 febbraio 2015. Il singolo "Good Girl" prodotto dal grammy ''Magnedo'', è uscito il 16 giugno 2015 come download digitale su iTunes. Nel luglio del 2015  Obie Trice Ha messo in anteprima un leak da The Hangover chiamato "Dealer" featuring Young Buck & Tone Tone.

## Tracce
1. Intro – 0:18 – Obie Trice
2. Chuuuurch – 5:33 – iRock
3. Bruh Bruh – 3:31 – Geno XO of Eugene Fenderson
4. Obie's Tidal – 0:45 – Obie Trice
5. So High (feat. Drey Skonie) – 4:10 – Magnedo7
6. Good Girls – 3:07 – Magnedo7
7. Dealer (feat. Young Buck, Tone Tone) – 4:04 – Mills
8. GMA (The Speech) – 3:53 – Mr. Porter
9. So Long (feat. Gwenation) – 3:46 – iRock
10. P8tience (feat. P8tience) – 3:28 – iRock
11. Same Shit (feat. Young Zeether) – 4:11 – AbDb
12. Detroit State of Mind (feat. J-Nutty) – 4:06 – Gene XO
13. Bang – 3:05 – Mills
14. I'm Home (feat. Estelle) – 4:38 – Malik Mausi